# Habib Touhami
Habib Touhami (arabe : الحبيب التوهامي), né le 2 mai 1948 à Kébili, est un ingénieur et homme politique tunisien.
Il est ministre de la Santé du 14 octobre 1983 au 20 janvier 1984.

## Biographie
Diplômé en 1974 de l'Institut de la prévision économique et sociale de Paris, il devient chercheur à la direction de la prévision économique et sociale du ministère français de l'Économie et des Finances et chargé de mission à l'ambassade de Tunisie en France. Président de l'Association sportive tunisienne à Paris, il est également directeur de la revue Assilah, publiée par l'Amicale des Tunisiens à Paris.
Conseiller au cabinet du Premier ministre Mohamed Mzali, il est nommé ministre de la Santé le 14 octobre 1983, en remplacement de Rachid Sfar, qui devient ministre de l'Économie nationale. Il conserve ce poste jusqu'au 20 janvier 1984.